# 前肢陽明大腸経
前肢陽明大腸経（ぜんしようめいだいちょうけい）とは大腸経に属する前肢を流れる陽経の経絡である。人間でいうところの手の陽明大腸経に相当する。

## 前肢陽明大腸経に所属する経穴の一覧

### 商陽（しょうよう）
取穴部位：第2爪後の内側
主治：歯痛、喉のはれ、指麻痺、熱性病、風邪、捻挫、中毒、腹痛

### 合谷（ごうこく）
取穴部位：親指と人差し指の間
主治：歯痛、結膜炎、便秘、腕疼痛、免疫・神経・内分泌系疾患

### 前三里（ぜんさんり）
取穴部位：上腕骨外側上1/4で外腕屈筋と第5指伸筋の間
主治：腹痛、歯痛、肩・上腕疼痛

### 曲池（きょくち）
取穴部位：腕を曲げてできたしわの外側
主治：咽喉痛、肘関節痛、結膜炎、熱性病、高血圧、消化器疾患

### 臂臑（ひじゅ）
取穴部位：肩井穴と曲池穴の線上で上1/3
主治：前肢麻痺、眼、麻酔

### 肩井（けんせい）
取穴部位：上腕骨の外結節上部の窪み
主治：肩関節痛、麻痺

### 姜牙（ぎょうが）、迎香（げいこう）
取穴部位：鼻孔の外翼下
主治：熱性病、顔のはれ、風邪、鼻炎、顔面神経麻痺、蘇生